# Великоока акула
Великоока акула (Hemigaleus) — рід акул родини Великоокі акули. Має 2 види.

## Опис
Загальна довжина представників цього роду коливаються від 1 до 1,14 м. Голова помірного розміру. Морда подовжена, округла. Очі великі, з мигальною перетинкою. За ними розташовані маленькі бризкальця. Рот помірно широкий. На верхній щелепі у різних видів розташовано від 25 до 32 робочих зубів. На нижній — від 43 до 54. У неї 5 пар зябрових щілин. Тулуб стрункий, помірно щільний. Розрізняються представники цього роду за кількість хребців в осьовому скелеті. Грудні плавці помірно широкі, серпоподібні. Має 2 спинних плавця, з яких перший більше за задній. Передній спинний плавець широкий, розташований між грудними та черевними плавцями. Задній спинний плавець — дещо позаду анального. Хвостовий плавець гетероцеркальний, верхня лопать доволі довга.
Забарвлення спини сіро-буре або сіро-коричневе. Черево має білуватий або попелясто-білий колір. З боків можуть бути темні або світлі цяточки.

## Спосіб життя
Тримаються на глибинах до 170 м, континентального й острівного шельфу. Воліють до мілини, бухт, заток, лагун. Живляться переважно головоногими молюсками, рідше — дрібними костистими рибами та ракоподібними.
Статева зрілість настає при розмірах від 60 до 78 см. Це живородні акули. Вагітність триває до 6 місяців. Самиця народжує від 1 до 19. Народження дитинчат відбувається 2 рази на рік.
Не становлять загрози для людини.

## Розповсюдження
Мешкають від південного узбережжя Індії до східного узбережжя Китаю і Тайваню, також біля північної акваторії Австралії. Зустрічаються також в Червоному морі.

## Види
- Hemigaleus australiensis  (White, Last & Compagno, 2005)
- Hemigaleus microstoma  (Bleeker, 1852)